# Новософіївська сільська рада (Голопристанський район)
Новософі́ївська сільська́ ра́да — адміністративно-територіальна одиниця та орган місцевого самоврядування в Голопристанському районі Херсонської області. Адміністративний центр — село Новософіївка.

## Загальні відомості
- Територія ради: 2,03 км²
- Населення ради: 1 841 особа (станом на 2001 рік)

## Населені пункти
Сільській раді підпорядковані населені пункти:
- с. Новософіївка
- с. Калинівка
- с. Петрівка

## Склад ради
Рада складається з 16 депутатів та голови.
- Голова ради: Чопік Наталія Миколаївна

### Керівний склад попередніх скликань
| Прізвище, ім'я, по батькові   | Основні відомості                                                                     | Дата обрання | Дата звільнення |
| ----------------------------- | ------------------------------------------------------------------------------------- | ------------ | --------------- |
| Острікова Світлана Григорівна | Сільський голова, 1970 року народження, член Всеукраїнського об'єднання «Батьківщина» | 26.03.2006   | 31.10.2010      |
| Сас Віталій Ярославович       | Сільський голова, 1976 року народження, освіта вища, член Партії регіонів             | 31.10.2010   |                 |

Примітка: таблиця складена за даними сайту Верховної Ради України

### Депутати
За результатами місцевих виборів 2010 року депутатами ради стали:

#### За суб'єктами висування
| Суб'єкт висування | Кількість обраних депутатів | %    |
| ----------------- | --------------------------- | ---- |
| Самовисування     | 10                          | 62,5 |
| Партія регіонів   | 6                           | 37,5 |

#### За округами
| № округу        | Прізвище, ім'я, по батькові  | Дата визнання обраним | Освіта             | Партійна приналежність | Відомості про обраного депутата                         |
| --------------- | ---------------------------- | --------------------- | ------------------ | ---------------------- | ------------------------------------------------------- |
| Партія регіонів |                              |                       |                    |                        |                                                         |
| 1               | Ахмедов Палад Камілович      | 03.11.2010            | середня спеціальна | член Партії регіонів   | Особисте селянське господарство, підприємець            |
| 2               | Вівчарук Ольга Михайлівна    | 03.11.2010            | середня            | член Партії регіонів   | тимчасово не працює                                     |
| 6               | Душинов Валерій Миколайович  | 03.11.2010            | середня            | член Партії регіонів   | Особисте селянське господарство                         |
| 8               | Островська Олена Василівна   | 03.11.2010            | середня            | член Партії регіонів   | дошкільний навчальний заклад «Квіточка», завідувач      |
| 10              | Порода Віталій Григорович    | 03.11.2010            | середня            | член Партії регіонів   | Новософіївська сільська рада, інспектор по правопорядку |
| 16              | Чопик Наталія Миколаївна     | 03.11.2010            | вища               | член Партії регіонів   | Новософіївська сільська рада, секретар                  |
| Самовисування   |                              |                       |                    |                        |                                                         |
| 3               | Гаврус Наталія Олександрівна | 03.11.2010            | середня спеціальна | позапартійна           | Сільський будонок культури, завідувач                   |
| 4               | Гонік Світлана Олександрівна | 03.11.2010            | вища               | позапартійна           | Новософіївська загальноосвітня школа, директор          |
| 5               | Грицай Оксана Василівна      | 03.11.2010            | середня спеціальна | позапартійна           | тимчасово не працює                                     |
| 7               | Маяцька Наталія Сергіївна    | 03.11.2010            | середня спеціальна | позапартійна           | тимчасово не працює                                     |
| 9               | Парфьонова Наталія Ігорівна  | 03.11.2010            | середня            | позапартійна           | тимчасово не працює                                     |
| 11              | Сербінов Борис Юрійович      | 03.11.2010            | середня            | позапартійний          |                                                         |
| 12              | Мимрік Геннадій Григорович   | 10.02.2013            | середня спеціальна | позапартійний          | Автоматична заправна станція с. Новософіївка, оператор  |
| 13              | Федоров Сергій Анатолійович  | 03.11.2010            | вища               | позапартійний          | Новософіївська загальноосвітня школа, вчитель           |
| 14              | Харитонов Микола Миколайович | 03.11.2010            | середня            | позапартійний          | тимчасово не працює                                     |
| 15              | Чечиков Анатолій Євгенович   | 03.11.2010            | середня            | позапартійний          | тимчасово не працює                                     |

## Населення
Згідно з переписом УРСР 1989 року чисельність наявного населення сільської ради становила 1998 осіб, з яких 998 чоловіків та 1000 жінок.
За переписом населення України 2001 року в сільській раді мешкало 1819 осіб.

### Мова
Розподіл населення за рідною мовою за даними перепису 2001 року:
| Мова       | Відсоток |
| ---------- | -------- |
| українська | 72,95 %  |
| російська  | 26,02 %  |
| вірменська | 0,71 %   |
| білоруська | 0,11 %   |
| болгарська | 0,05 %   |